# Mousson
Mousson ist eine französische Gemeinde mit 102 Einwohnern (Stand 1. Januar 2022) im Département Meurthe-et-Moselle in der Region Grand Est (bis 2015 Lothringen). Sie gehört zum Arrondissement Nancy und zum Kanton Pont-à-Mousson.

## Geografie

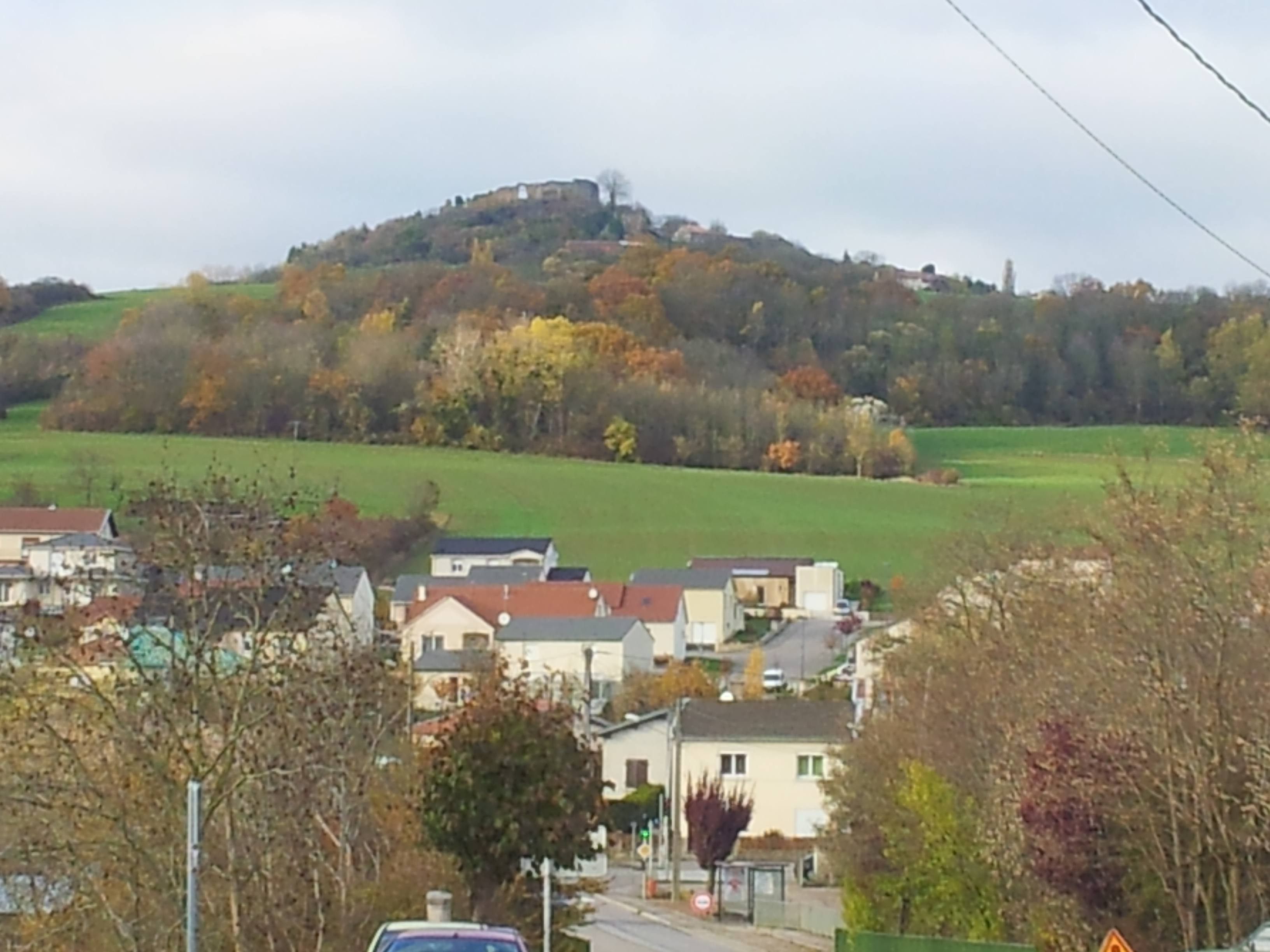
Butte de Mousson

Das Dorf Mousson liegt auf halbem Weg zwischen Metz und Nancy auf einem Bergkegel (Butte de Mousson), der das nahe Moseltal um 160 Meter überragt. Die Siedlung gruppiert sich halbkreisförmig um die ehemalige Burg (Château de Mousson, Monument historique) auf der Bergspitze. Die östliche Hälfte des Gemeindegebietes ist bewaldet (Forêt du Juré).

## Geschichte
Die Herrschaft Mousson gehörte ab dem 10. Jahrhundert den Grafen von Bar. Die Burg kontrollierte eine der wenigen Moselbrücken zwischen Nancy und Metz. Die Stadt, die sich an dieser Brücke entwickelte, wurde Pont-à-Mousson (Brücke bei Mousson) genannt.

### Bevölkerungsentwicklung
| Jahr      | 1962 | 1968 | 1975 | 1982 | 1990 | 1999 | 2007 | 2019 |
| Einwohner | 164  | 173  | 136  | 162  | 144  | 143  | 125  | 101  |

## Sehenswürdigkeiten

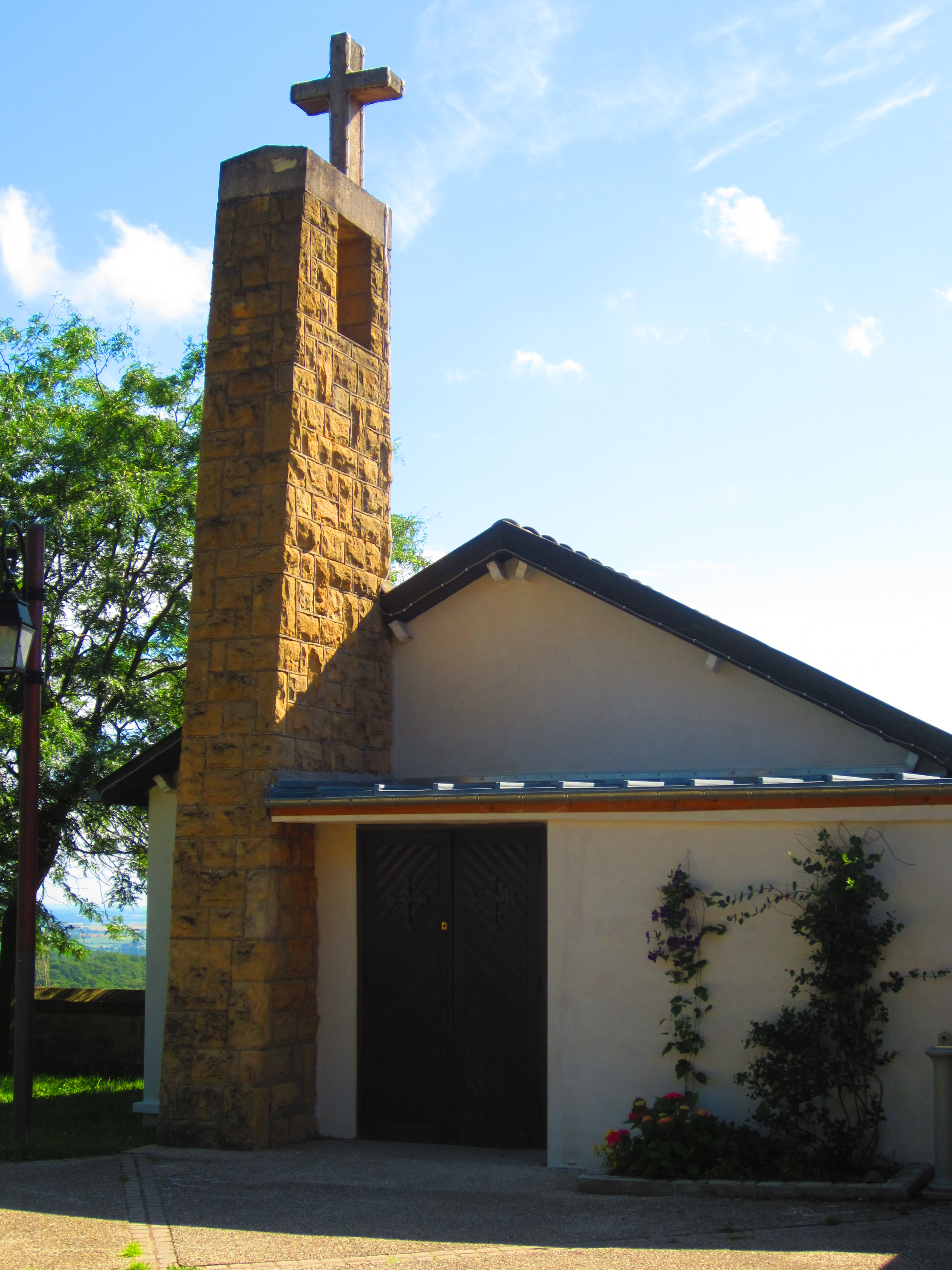
Himmelfahrtskirche
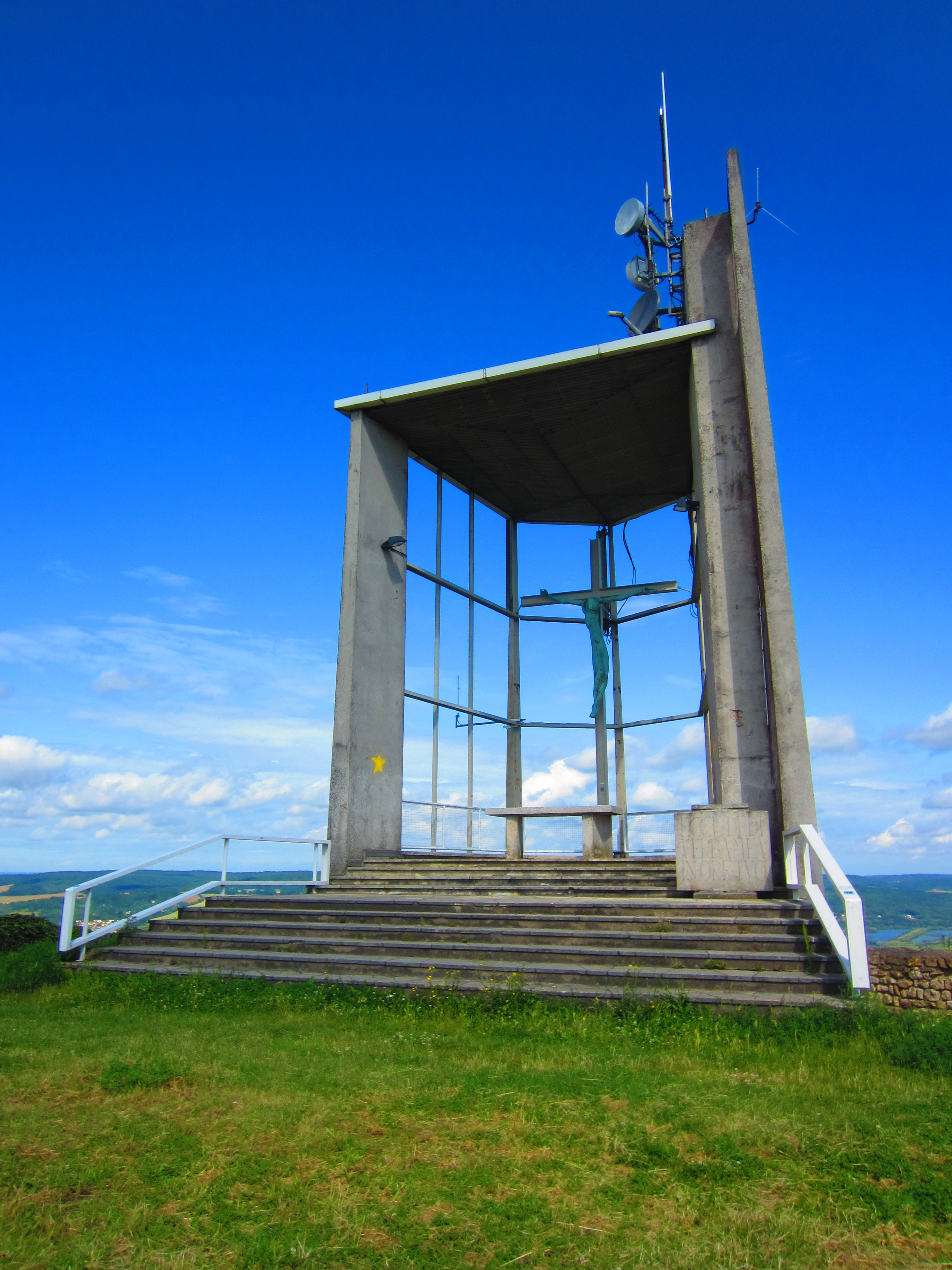
Lichtkapelle
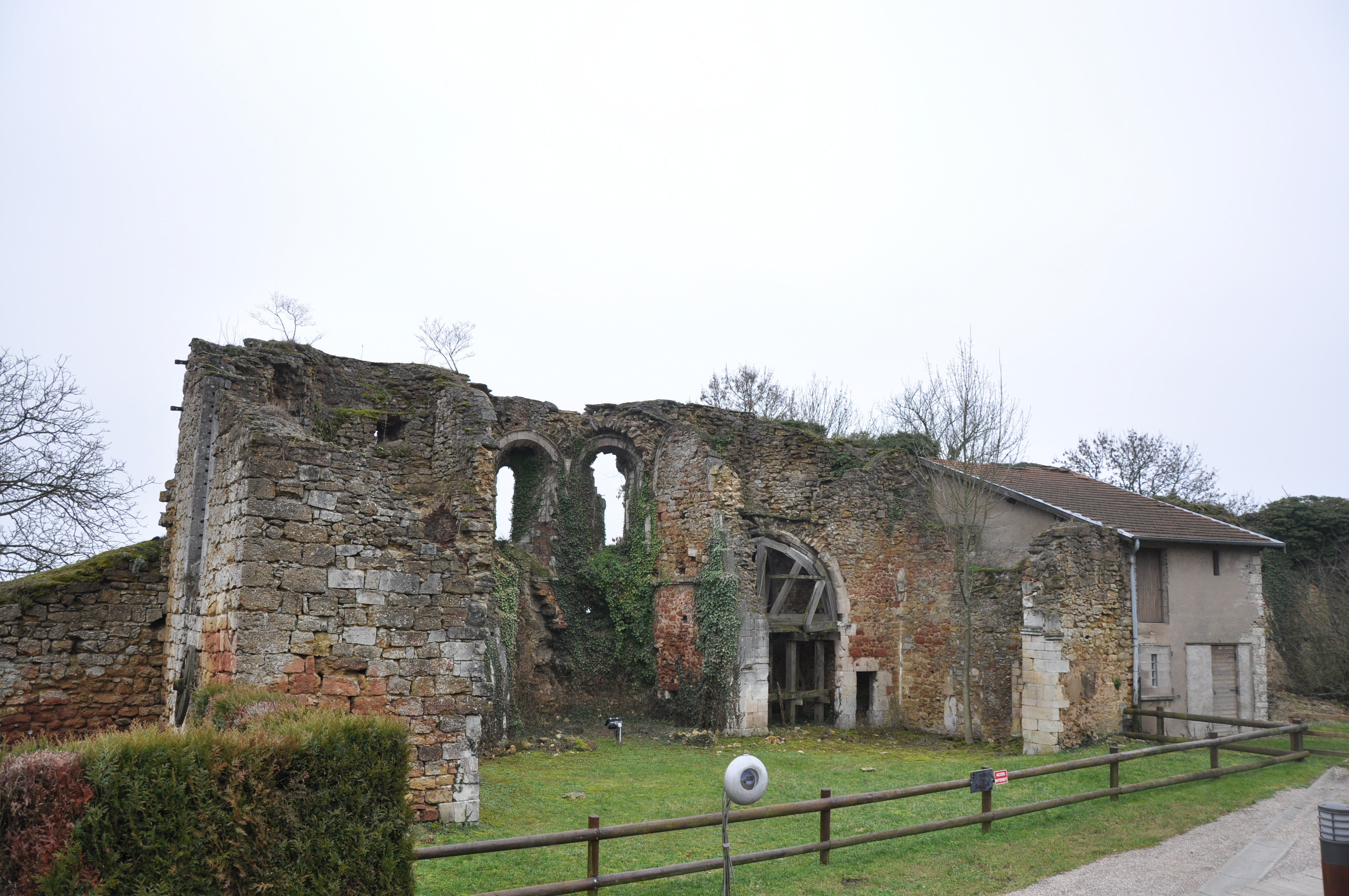
Ruinen der Templerkapelle
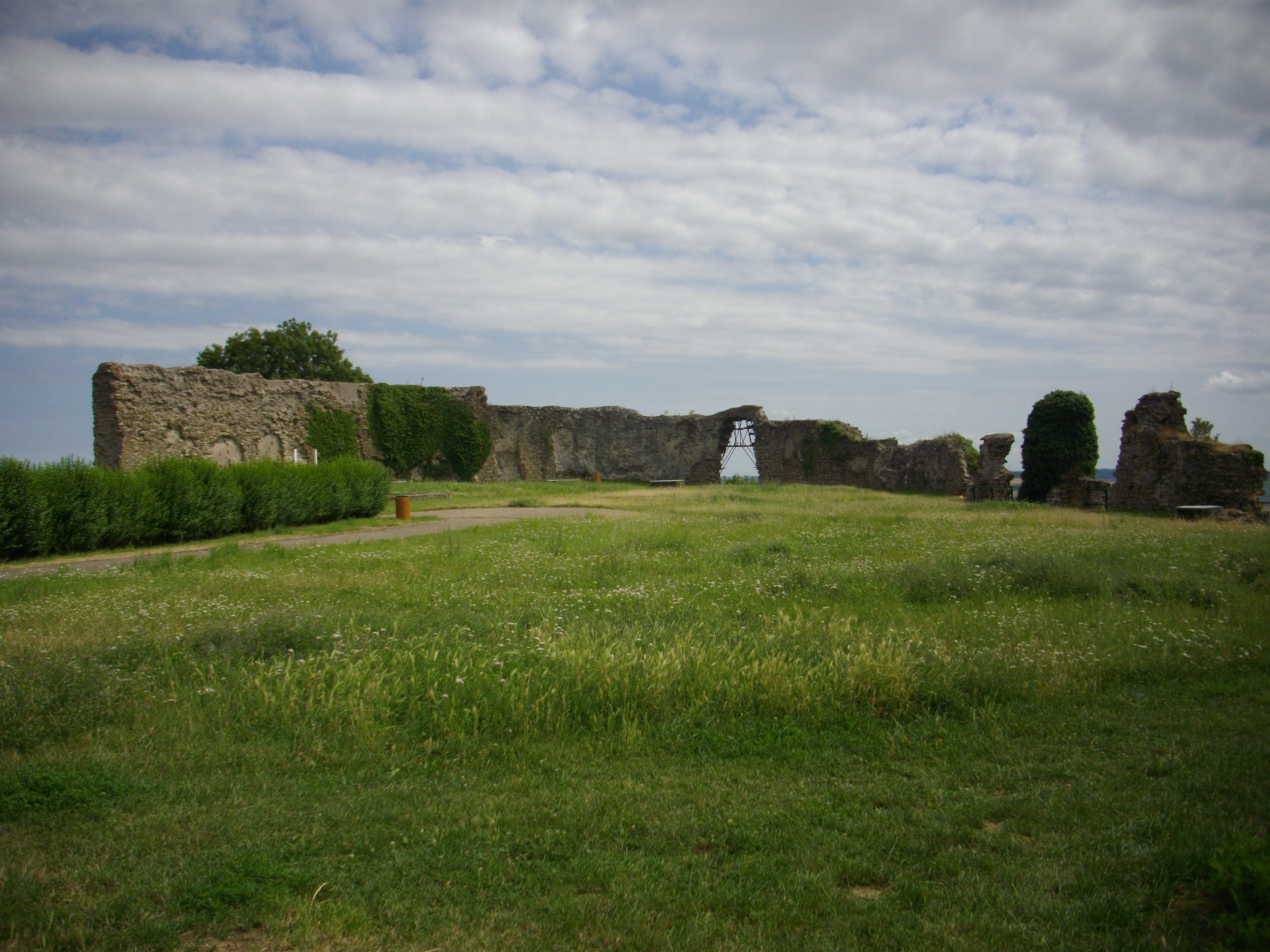
Ruinen der Burg Mousson

- Himmelfahrtskirche
- Lichtkapelle
- Ruinen der Templerkapelle
- Ruinen der Burg Mousson